# 雀儿山公园
雀儿山公园是柳州市的一所公园，园中山峰海拔180.40米，似雀，故名雀儿山。公园地形为半岛状，中间高，四周低，东、南、北被湖水包围。山顶远眺可见柳北工业区。

## 历史
1993年，共建成12个娱乐项目，其中水上世界游乐中心占地3万平方米；1999年新建了鸟语林、月季园；2001年建设了滑草场。